# Diocèse de San Pedro de Macorís
Le diocèse de San Pedro de Macorís (en latin : Dioecesis Sancti Petri de Macoris ; en espagnol : Diócesis de San Pedro de Macorís) est un diocèse de l'Église catholique en République dominicaine, suffragant de l'archidiocèse de Saint-Domingue.

## Territoire

Diocèse de San Pedro de Macorís

Il est situé sur les provinces d'Hato Mayor et San Pedro de Macorís. Son territoire à une superficie de 2 588 km2 divisé en 28 paroisses. Le siège épiscopal est à San Pedro de Macorís avec la cathédrale de saint Pierre apôtre.

## Histoire
Le diocèse est érigé le 1er février 1997 par la constitution apostolique Veritatem lucem du pape Jean-Paul II en prenant sur les territoires de l'archidiocèse de Saint-Domingue et du diocèse de Nuestra Señora de la Altagracia en Higüey.

## Évêques
- Francisco Ozoria Acosta (1997-2016) nommé archevêque de Saint-Domingue
  - Rafael Leónidas Felipe y Núñez (2016-2017) (administrateur apostolique)
- Santiago Rodríguez Rodríguez (2017-  )